# Ричард Олдингтън
Ричард Олдингтън (на английски: Richard Aldington) е английски журналист литературен критик, преводач, поет и писател на произведения в жанра социална драма, лирика, биография и документалистика.

## Биография и творчество
Ричард Олдингтън, с рождено име Едуард Годфри Олдингтън, е роден на 8 юли 1892 г. в Портсмут, Хемпшър, Англия, най-голямото от четирите деца в семейство на адвокат. И двамата му родители пишат и издават книги, а домът им има голяма библиотека с европейска и класическа литература. Освен че чете много, той изучава френски, италиански, латински и старогръцки език. Учи в Семинарията за млади джентълмени в Сейт Маргарет на Клиф, близо до Дувър, и в Доувърския колеж. Следва в Лондонския университет, но не завършва поради лошото финансово положение на семейството му. С малка издръжка от родителите си, започва да работи като спортен журналист и да публикува поезия в британски списания. Гравитира към литературни кръгове, включващи поетите Уилям Бътлър Йейтс и Уолтър де ла Мар.
През 1911 г. се запознава с американските поети Езра Паунд и Хилда Дулитъл, които преди това са били сгодени. Той се сближава с Хилда Дулитъл като през 1913 г. пътуват заедно през Италия и Франция точно преди войната, а през лятото сключват брак. Двойката се сближи около своите визии за нови форми на поезия, феминизъм и философия. Запознават се американска поетеса Ейми Лоуел и с писателя Дейвид Хърбърт Лорънс, който става техен близък приятел и наставник и на двамата. Поезията на Олдингтън е свързана с движението имажизъм, което защитаваща минималистичен свободен стих с ярки образи, в противоречие на спокойните викториански нрави, и е вдъхновено от японското и класическото европейско изкуство.
Хилда Дулитъл забременява през август 1914 г., а през 1915 г. ражда мъртвородена дъщеря, което травмира двойката и поставя голямо напрежение в отношенията им, което се допълва и с избухването на Първата световна война. В периода 1914 – 1916 г. Олдингтън е литературен редактор и колумнист в списание „Егоист“. Също е и сътрудник на Форд Мадокс Форд, като му помага в редакцията на романа „Добрият войник“. През 1915 г. е издадена първата му книга, стихосбирката „Образи“.
През юни 1916 г. е мобилизиран и изпратен на обучение в Дорсет, а след това в лагер близо до Манчестър. Заедно с него се мести и съпругата му, но имат само спорадични срещи, което я кара да се премести в САЩ за да си създаде по-безопасен и по-стабилен дом. Изпратен е на фронта през декември 1916 г. и води епистоларна връзка с нея. На фронта живее в тежки условия и е засегнат от окопната война и газовите атаки. Получава отпуск през юли 1917 г. После се включва в кралския съсексски полк, ранен е през 1918 г. и завършва войната като офицер-сигнализатор и временен капитан. Демобилизиран е през февруари 1919 г. По време на войната продължава да пише поезия и есета, които са публикувани през 2019 г. в сборниците „Образи на желанието“, „Образи от войната“ и „Война и любов“. След войната продължава да пише за травмите от нея и през 1930 г. е издаден сборникът му с военни разкази „Пътища към славата“. След 1925 г. става известен като литературен критик и биограф.
Към края на войната двамата с Хилда Дулитъл имат различни връзки, разделят се, но но се развеждат през 1938 г. Олдингтън работи към лондонския литературен тримесечник Coterie, заедно с Конрад Ейкън, Томас Стърнз Елиът и Олдъс Хъксли, както и към международния отдел на Банка Лойд. Едновременно публикува поезия и разкази, но постепенно интересът му към поезията намалява.
През 1928 г. отива в самоналожено изгнание и живее в Париж. След развода си се жени за Нета Маккълоу, с която имат дъщеря – Катрин. През 1929 г. е издаден първият му роман „Смъртта на героя“. Започва да го пише почти веднага след обявяването на примирието и в него има полуавтобиографични елементи. В него представя ужасите от войната и осъжда викторианския материализъм като причина за трагедията и загубата на войната. Книгата става част от вълната от спомени и произведения за войната от писатели като Ремарк, Сасун и Хемингуей. Книгата бързо е преведена на различни европейски езици. Получава голямо разпространение в СССР, където книгата е приета като цялостна атака срещу буржоазната политика и е възхвалявана от Максим Горки като революционна. Самият автор, въпреки страстта си към иконоборството и феминизма, винаги е бил яростно безпартиен.
През 1930 г. е публикуван преводът му на „Декамерон“. През 1933 г. е издаден романът му „Всички хора са врагове“, който е продължение на „Смъртта на героя“ и отразява разочарованието на едно поколение, преминало войната. В кариерата си прави преводи на произведенията на много автори като Карло Голдони, Сирано дьо Бержерак, Волтер, Еврипид, Реми дьо Гурмон, Жерар дьо Нервал.
През 1942 г. се премества в САЩ със съпругата си. Там започва да пише биографии, започвайки с тази на Артър Уелсли, херцог Уелингтън, и последвана от книги за Д. Х. Лорънс, Робърт Луис Стивънсън и Томас Лорънс. Биографията му за Томас Лорънс е силно критична и впоследствие е допълвана от други проучвания. Подложен на финансов натиск, Олдингтън работи и като холивудски сценарист.
От 1958 г. живее в Сюри-ан-Во във Франция. Там пише биографията на провансалския поет и носител на Нобелова награда за литература Фредерик Мистрал.
Ричард Олдингтън умира на 27 юли 1962 г. в Сюри-ан-Во, департамент Шер, Франция.

## Произведения
непълна библиография

### Самостоятелни романи
- Death of a Hero (1929)[1][2]
Смъртта на героя, изд.: ОФ, София (1962), изд.: Партиздат, София (1985), прев. Виолета Тицин
- The Colonel's Daughter (1931)
- All Men Are Enemies: A Romance (1933)
- Women Must Work (1934)
- The Crystal World (1937)
- Very Heaven (1937)
Истинският рай, изд. „Българска книжнина“ (1941), прев.
- Seven Against Reeves (1938)
- Rejected Guest (1939)
- The Romance of Casanova (1946)

### Новели
- Last Straws (1930)[1]

### Сборници
- Images (1915) – поезия[1][2]
- Images Old and New (1916)[4]
- Images of Desire (1919)
- Images of War (1919)
- War And Love (1919) – поезия
- Collected Poems (1928)
- Dream in the Luxembourg (1930) – поезия
- Roads to Glory (1930)

### Документалистика
- Literary Studies and Reviews (1924)[1][2]
- Medallions in Clay (1924)[3]
- Voltaire (1925) – за Волтер
- French Studies and Reviews (1926)
- D. H. Lawrence: An Indiscretion (1927) – за Дейвид Хърбърт Лорънс
- W. Somerset Maugham (1939) – за Съмърсет Моъм[4]
- Life for Life's Sake: A Book of Reminiscences (1941) – автобиография
- The Duke (1943) – за Артър Уелсли, херцог Уелингтън
- Portrait of a Genius, But . . . / The Life of D.H. Lawrence, 1885 – 1930 (1950) – за Дейвид Хърбърт Лорънс
- Ezra Pound and T.S. Eliot (1954) – за Езра Паунд и Томас Стърнз Елиът
- Lawrence L'imposteur: T. E. Lawrence, the Legend and the Man (1954) – издадена и като Lawrence of Arabia: A Biographical Enquiry (1955) – за Томас Лорънс
- Introduction to Mistral (1956) – за Фредерик Мистрал
- Portrait of a Rebel: The Life and Work of Robert Louis Stevenson (1957) – за Робърт Луис Стивънсън

### Екранизации
- 1934 All Men Are Enemies
- 1973 Between the Wars – тв сериал, 2 епизода